# Pelin Esmer
Pelin Esmer (Estambul, 1972) es una guionista y directora de cine de ficción y documentales turca.

## Trayectoria
Estudió antropología en el departamento de ciencias sociales de la Universidad del Bósforo en Estambul. En 2001 creó su propia productora, Sinefilm y desde entonces se ha dedicado al cine independiente.
Realizó su primer documental corto, Koleksiyoncu (El coleccionista) sobre su tío Mithat Esmer, quien también es el personaje principal de su primer largometraje de ficción, 10 to 11 (2009). Con frecuencia en sus películas muestra las emociones y tragedias de la gente común.

### Oyun
Su trabajo de 2005 Oyun, (The Play) estrenado internacionalmente en el Festival de Cine de San Sebastián se ha visto en numerosos festivales en todo el mundo, entre ellos en el Festival Internacional de Cine de Gijón en la sección Pantalla para un debate. El documental explica la historia de nueve mujeres que viven en un pequeño pueblo de Turquía y que trabajan en su casa y en el campo y tienen como objetivo interpretar una obra de teatro basada en sus vidas con sus problemas y reivindicaciones. Fue filmado en Arslanköy.
Su película de 2012, La Atalaya, ganó cinco premios, incluido el de Mejor Director en el Festival de Cine Adana Golden Boll.

## Filmografía
- 2001 Koleksiyoncu: The Collector (documental)
- 2005 Oyun (The Play) (documental)
- 2009 10 to 11
- 2012 Watchtower Gözetleme Kulesi (La Tour de guet)
- 2017 Something Useful
- 2019 Queen Lear

## Premios
- Premio Yilmaz Güney en el Festival de Cine de Adana Golden Boll 2006 (para Oyun)
- Mejor película de la región del Mar Negro 2006 (por Oyun)
- Mejor película y mejor guion en el Adana Golden Boll Film Festival 2009 (de 10 a 11)
- Mejor joven cineasta de la región de Oriente Medio en el Festival de Cine de Oriente Medio de Abu Dhabi en 2009 (de 10 a 11 años)